# Торе ди Руђеро
Торе ди Руђеро (итал. Torre di Ruggiero) је насеље у Италији у округу Катанцаро, региону Калабрија.
Према процени из 2011. у насељу је живело 679 становника. Насеље се налази на надморској висини од 598 м.

## Становништво
Према резултатима пописа становништва 2011. у општини је живело 1.131 становника.
| 1931. | 1936. | 1951. | 1961. | 1971. | 1981. | 1991. | 2001. | 2011. |
| ----- | ----- | ----- | ----- | ----- | ----- | ----- | ----- | ----- |
| 2.255 | 2.405 | 2.740 | 2.656 | 2.059 | 2.075 | 2.030 | 1.346 | 1.131 |